# أديب عباسي
أديب عودة عباسي (1905 - 1997م)، هو كاتب أديب أردني مسيحي ولد في بلدة الحصن عام 1905، وتلقّى دراسته الابتدائية ودراسته الثانوية في الناصرة، ثم تخرّج في دار المعلّمين في القدس. اختير بسبب تفوّقه لبعثة دراسية في الجامعة الأمريكية في بيروت حيث درس الاقتصاد، ثم تحوّل إلى دراسة الأدب العربي بضغط من إدارة الجامعة بسبب أفكاره وآرائه غير المرضية في الاقتصاد الدولي. يُعدّ أديب عباسي أول أردني يكمل الدراسة الجامعية في مرحلة البكالوريوس.
عمل مدّة شهر واحد في لجنة التصدير والتوريد في عمّان، ثمّ ترك وظيفته، وتحوّل إلى التعليم، فعمل مدرّساً للأدب العربي، والفلسفة، وعلم النفس في عددٍ من مدارس فلسطين، وشرق الأردن ما بين 1930-1942.
كتب أديب في مجلّتي «الرسالة» و«الرواية» اللتين أصدرهما أحمد حسن الزيّات، ونشر كتاباته في «الثقافة» و«الهلال» و«الغد» و«المقتطف» إلى جانب العديد من الصحف والمجلاّت في الأردن وفلسطين. وظلّ مثابراً على الكتابة خلال سني عمله في التدريس إلى أنْ قُدّم إلى مجلس تأديبي عقد لمناقشة تعارض نشاطاته الأدبية والفكرية مع مهنة التدريس، وقرّر المجلس تنزيل راتبه من سبعة عشر ديناراً إلى اثني عشر ديناراً، واشترط التزامه بالتوّقف عن الكتابة والنشر. فاضطّر إلى ترك عمله، وانقطع للقراءة والكتابة في بيته منذ ذلك التاريخ، فعاش حياة الكفاف في العَقْد الذي بناه أبوه عام 1885، والذي تحوّل بعد وفاته إلى متحف خاصّ بأعماله ومقتنياته.

## من مؤلفاته
كتب أديب الشعر، والمقالة، والقصّة، والرواية باللغتين العربية، والإنجليزية، وترجم العديد من عيون الشعر العالمي، وألّف في الفلك والعلوم الطبيعية، وترك ستةً وتسعين مخطوطاً. توفي عام 1997.